# Sam Baird
Sam Baird (* 17. Juni 1988 in Uffculme, Devon) ist ein englischer Snookerspieler, der mit einer Unterbrechung von 2009 bis 2020 Profispieler war.

## Karriere
Gebürtig in Uffculme, besuchte Baird eine lokale Comprehensive School und erwarb dort sein General Certificate of Secondary Education. Seit 2006 nahm Baird an verschiedenen britischen Amateurturnieren teil, darunter an der Turnierserie Pontins Pro/Am, an der English Amateur Championship und an der Pontin’s International Open Series. Erfolge feierte er vor allem bei regionalen Turnieren. Mit einem Sieg bei den englischen Play-offs qualifizierte er sich für die Profisaison 2009/10. Seine Ergebnisse reichten aber nur aus, um sich am Saisonende auf Platz 76 zu platzieren, wodurch er seinen Profistatus wieder verlor. Danach nahm Baird an mehreren Events der Players Tour Championship 2010/11 sowie auf Einladung auch vereinzelt an anderen professionellen Turnieren teil, seine Ergebnisse reichten aber nicht für eine erneute Qualifikation für die Profitour. Diese erlangte er erst, als ihn der englische Verband für die Saison 2011/12 nominierte.
In den folgenden Saisons kämpfte Baird meist vergebens gegen den Verlust des Profistatus. Dennoch blieb er stets Profispieler, da er auf verschiedenen Wegen die Qualifikation doch noch erlangte. So siegte er 2012 bei der Q School und erhielt dadurch eine zweijährige Startberechtigung. Diese konnte er zwar nicht über die Weltrangliste, dafür aber für zwei weitere Jahre über die European Tour Order of Merit der Players Tour Championship 2013/14 verlängern. Erst als er sich im Rahmen der Saison 2015/16 für die Endrunde der Snookerweltmeisterschaft qualifizierte und dort überraschend bis ins Achtelfinale kam, platzierte er sich mit Rang 46 in den Top 64 und konnte sich dadurch erstmals direkt für eine weitere Saison der Profitour qualifizieren.
Nachdem Baird in den folgenden Spielzeiten aber im Generellen schlechtere Ergebnisse hatte erzielen können, wurde er Mitte 2018 nur noch auf Rang 74 geführt, was nicht mehr für die direkte Qualifikation ausreichte. Über die Q School gelang ihm aber die erneute Qualifikation für zwei weitere Saisons. In dieser waren die Viertelfinalteilnahmen bei den Scottish Open 2018 und beim Snooker Shoot-Out 2019 sowie das Erreichen der finalen Qualifikationsrunde der Snookerweltmeisterschaft 2020 die einzigen nennenswerten Ergebnisse, ansonsten schied Baird fast immer früh aus. Platz 72 Mitte 2020 langte erneut nicht für die direkte Qualifikation. Diesmal misslang ihm auch die Wieder-Qualifikation über die Q School, sodass er wieder Amateur werden musste.
Baird lebt heute in der Nähe seines Geburtsortes in Devon.

## Erfolge
| Ausgang         | Jahr | Turnier             | Finalgegner   | Ergebnis |
| --------------- | ---- | ------------------- | ------------- | -------- |
| Amateurturniere |      |                     |               |          |
| Sieger          | 2009 | Englische Play-offs | David Craggs  | 6:5      |
| Sieger          | 2012 | Q School            | Nick Jennings | 4:0      |
| Sieger          | 2018 | Q School            | Hu Hao        | 4:2      |